# Liste des œuvres de Michel-Ange

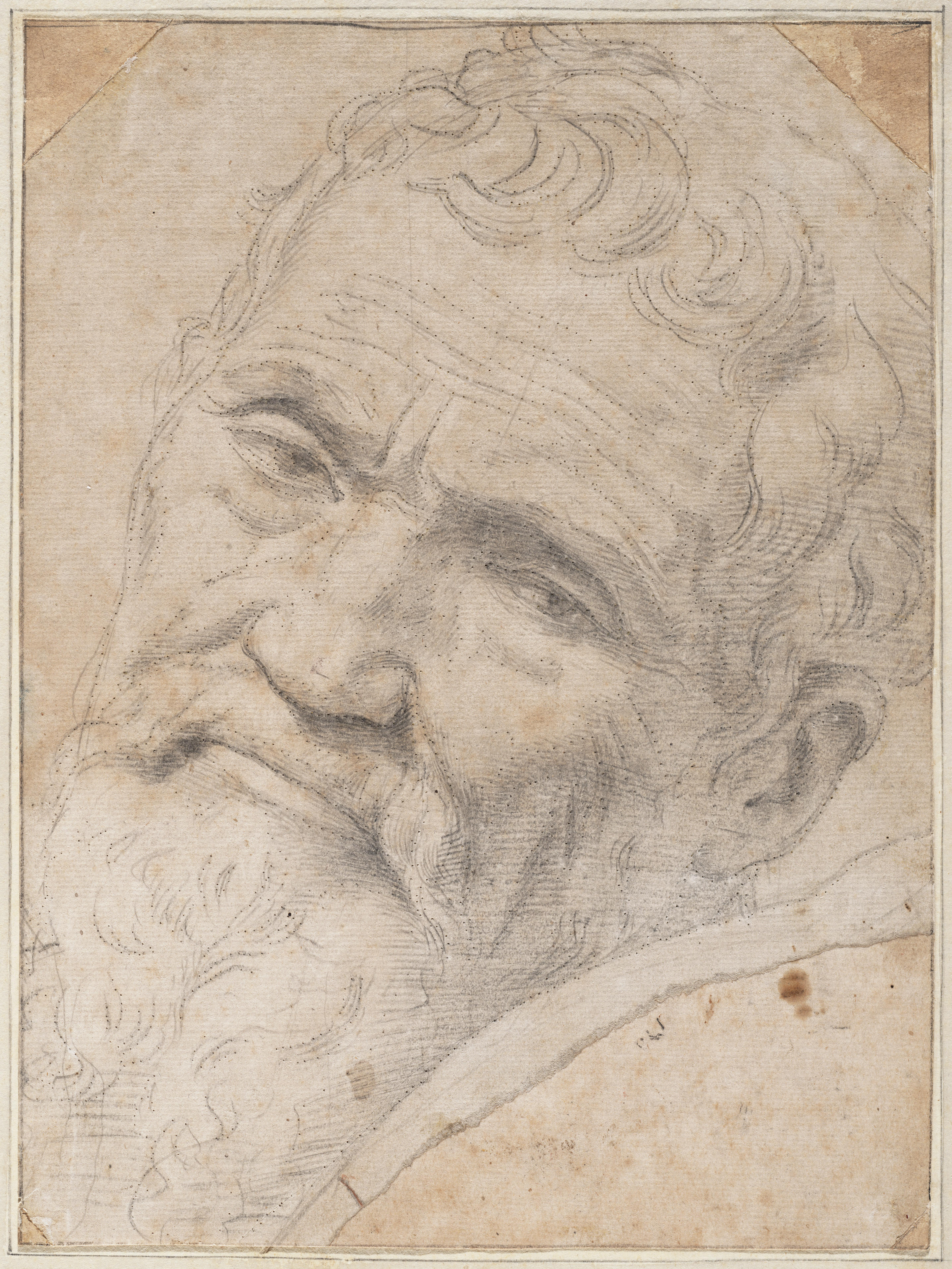
Portrait de Michel-Ange par Daniele da Volterra

Le tableau suivant est une liste des œuvres de peinture et de sculpture réalisées par l'artiste de la Renaissance italienne, Michel-Ange. Dans cette liste figurent également des œuvres perdues.
Michel-Ange réalisa aussi de nombreux dessins, plans, esquisses et estampes.

## Sculpture
| Titre                                            | Année          | Lieu                                                                | Matériel        | Dimensions | Images                        |  |
| ------------------------------------------------ | -------------- | ------------------------------------------------------------------- | --------------- | --- | ----------------------------- |  |
| Tête de faune                                    | vers 1488      | Inconnue (citée par Vasari)                                         | Marbre          | |                               |  |
| Vierge à l'escalier                              | vers 1491      | Casa Buonarroti, Florence                                           | Marbre          | 55,5 × 40 cm |                               |  |
| Bataille des Centaures                           | vers 1492      | Casa Buonarroti, Florence                                           | Marbre          | 84,5 × 90,5 cm |                               |  |
| Crucifix de Santo Spirito                        | 1492           | Santo Spirito, Florence                                             | Bois polychrome | 142 × 135 cm |                               |  |
| Hercule                                          |                | Une copie du Pollaiuolo se trouve à la Frick Collection de New York |                 | | Hercule (bronze de Pollaiulo) |  |
| Arca di San Domenico                             | 1494–1495      | Basilique San Domenico, Bologne                                     | Marbre          | |                               |  |
| Saint Pétrone (Arca di San Domenico)             | 1494–1495      | Basilique San Domenico, Bologne                                     | Marbre          | hauteur : 64 cm |                               |  |
| Saint Proculus (Arca di San Domenico)            | 1494–1495      | Basilique San Domenico, Bologne                                     | Marbre          | hauteur : 58,5 cm |                               |  |
| Ange (Arca di San Domenico)                      | 1494–1495      | Basilique San Domenico, Bologne                                     | Marbre          | hauteur : 51,5 cm |                               |  |
| Saint Jean-Baptiste d'Ubeda                      | 1494-1495      | Partiellement détruit et restauré                                   | marbre          | |                               |  |
| Cupidon dormant                                  | 1494           | Perdu                                                               | marbre          | Le cupidon devait probablement se trouver au Palais de Whitehall en 1698, quand celui-ci a été détruit par un incendie et fut, par le fait, définitivement perdu. |                               |  |
| Cupidon-Apollon (it)                             | 1496-1497      | Perdu                                                               |                 | |                               |  |
| Bacchus                                          | 1496–1497      | Musée national du Bargello, Florence                                | Marbre          | hauteur : 203 cm |                               |  |
| Crucifix en bois de tilleul                      | 1497–1498 ?    | Acheté par l'état italien en 2008, destiné à Florence, Bargello (?) | Bois            | 41,3 × 41,3 cm |                               |  |
| Crucifix d'ivoire de Montserrat                  | 1497–1498 ?    | Abbaye de Montserrat                                                | Ivoire          | 58,5 cm |                               |  |
| Pietà                                            | 1499–1500      | Basilique Saint-Pierre, Rome                                        | Marbre          | hauteur : 174 cm largeur à la base : 195 cm | Pietà.                        |  |
| David                                            | 1501–1504      | Galleria dell'Accademia de Florence.                                | Marbre          | hauteur : 514 cm) |                               |  |
| Madone de Bruges                                 | 1501–1504      | Église Onze-Lieve-Vrouwekerk, Bruges                                | Marbre          | hauteur : 128 cm |                               |  |
| Saint Paul                                       | 1503–1504      | Cathédrale Notre-Dame-de-l'Assomption de Sienne                     | Marbre          | hauteur : 124 cm |                               |  |
| Saint Pierre                                     | 1501–1504      | Cathédrale Notre-Dame-de-l'Assomption de Sienne                     | Marbre          | hauteur : 127 cm |                               |  |
| Saint Pie                                        | 1501–1504      | Cathédrale Notre-Dame-de-l'Assomption de Sienne                     | Marbre          | hauteur : 134 cm |                               |  |
| Tondo Taddei                                     | vers 1503      | Royal Academy of Arts, Londres                                      | Marbre          | diamètre : 82,5 cm |                               |  |
| Tondo Pitti                                      | vers 1503      | Musée Nationale de Bargello, Florence.                              | Marbre          | diamètre : 85,8 cm |                               |  |
| Saint Matthieu                                   | vers 1503      | Galleria dell'Accademia de Florence.                                | Marbre          | hauteur : 271 cm |                               |  |
| Tombeau de Jules II                              | 1503           | Basilique Saint-Pierre-aux-Liens, Rome.                             |                 | |                               |  |
| Moïse                                            | vers 1513–1515 | Tombeau de Jules II, Basilique Saint-Pierre-aux-Liens, Rome.        | Marbre          | hauteur : 235 cm |                               |  |
| L'Esclave rebelle                                | 1513–1516      | Musée du Louvre, Paris                                              | Marbre          | hauteur : 215 cm |                               |  |
| L'Esclave mourant                                | 1513–1516      | Musée du Louvre, Paris                                              | Marbre          | hauteur : 229 cm |                               |  |
| Jeune Esclave                                    | 1519–1536      | Galleria dell'Accademia de Florence                                 | Marbre          | hauteur : 256 cm |                               |  |
| Esclave barbu                                    | Vers 1519–1536 | Galleria dell'Accademia de Florence                                 | Marbre          | hauteur : 267 cm |                               |  |
| Atlas esclave                                    | Vers 1519–1536 | Galleria dell'Accademia de Florence                                 | Marbre          | hauteur : 277 cm |                               |  |
| Esclave s'éveillant                              | Vers 1519–1536 | Galleria dell'Accademia de Florence                                 | Marbre          | hauteur : 267 cm |                               |  |
| Génie de la Victoire                             | Vers 1532–1534 | Palazzo Vecchio, Florence                                           | Marbre          | hauteur : 261 cm |                               |  |
| Rachel                                           | 1545           | Basilique Saint-Pierre-aux-Liens, Rome.                             | Marbre          | hauteur : 197 cm |                               |  |
| Léa                                              | 1545           | Basilique Saint-Pierre-aux-Liens, Rome.                             | Marbre          | hauteur : 209 cm |                               |  |
| Nuit et Jour, Tombeau de Julien de Médicis       | 1526-1533      | Basilique San Lorenzo de Florence, Sagrestia Nuova, Florence.       | Marbre          | 630 × 420 cm |                               |  |
| Soir et Aurore, Tombeau de Laurent II de Médicis | 1526-1533      | Basilique San Lorenzo de Florence, Sagrestia Nuova, Florence.       | Marbre          | 630 × 420 cm |                               |  |
| Madone Médicis                                   | 1521-1531      | Basilique San Lorenzo de Florence, Sagrestia Nuova, Florence.       | Marbre          | hauteur : 226 cm |                               |  |
| Apollon ou David                                 | vers 1530      | Musée national du Bargello, Florence.                               | Marbre          | hauteur : 146 cm |                               |  |
| Garçon accroupi                                  | vers 1530-1534 | Musée de l'Ermitage, Saint-Pétersbourg                              | Marbre          | hauteur : 54 cm |                               |  |
| Christ de la Minerve (Christ ressuscité)         | 1519–1520      | Église de la Minerve, Rome.                                         | Marbre          | hauteur : 205 cm |                               |  |
| Brutus                                           | 1540           | Musée national de Bargello, Florence.                               | Marbre          | hauteur : 95 cm |                               |  |
| Pietà aux quatre figures                         | vers 1550–1557 | Museo dell'Opera del Duomo, Florence.                               | Marbre          | hauteur : 253 cm |                               |  |
| Pietà Rondanini                                  | 1552–1564      | Castello Sforzesco, Milan.                                          | Marbre          | hauteur : 195 cm |                               |  |
| Pietà di Palestrina                              |                | Galleria dell'Accademia de Florence                                 | Marbre          | hauteur : 253 cm |                               |  |

## Peinture et dessin
| Titre                                                                               | Année          | Lieu | Materiel                    | Dimensions        | Image                                      |
| ----------------------------------------------------------------------------------- | -------------- | --- | --------------------------- | ----------------- | ------------------------------------------ |
| La Bataille de Cascina                                                              | 1504           | Il en réalisa seulement le carton, aujourd’hui détruit mais connu par une copie d’Aristotele da Sangallo. |                             |                   | Dessin de son élève Aristotele da Sangallo |
| Le Tourment de saint Antoine                                                        | vers 1487–1488 | Kimbell Art Museum                                                                                        | Huile et tempera sur bois   | 47 × 35 cm        | Le Tourment de saint Antoine               |
| Madone de Manchester                                                                | vers 1497      | National Gallery, Londres                                                                                 | Tempera sur bois            | 105 × 76 cm       |                                            |
| Tondo Doni                                                                          | vers 1503–1506 | Galerie des Offices, Florence.                                                                            | Tempera sur bois            | diamètre : 120 cm |                                            |
| La Mise au tombeau                                                                  | vers 1505      | National Gallery, Londres.                                                                                | Tempera sur bois            |                   | Mise au tombeau                            |
| Plafond Chapelle Sixtine                                                            | 1508-1512      | Chapelle Sixtine, Vatican, Rome                                                                           | Fresque                     |                   | Dieu crea Adam, plafond Chapelle Sixtine   |
| Léda et le Cygne (composition perdue mais connue par une copie du Rosso Fiorentino) | 1529-1530      | National Gallery, Londres                                                                                 |                             | 506 × 383 cm      | Léda et le Cygne                           |
| Chute de Phaéton                                                                    | Vers 1533      | British Museum, Londres                                                                                   | Dessin au fusain sur papier | 31,2 × 21,5 cm    |                                            |
| Le Jugement dernier                                                                 | 1534-1541      | Chapelle Sixtine, Vatican, Rome.                                                                          | Fresque                     | 1 370 × 1 220 cm  |                                            |
| La Création d'Adam                                                                  | 1508-1512      | Chapelle Sixtine, Vatican, Rome.                                                                          | Fresque                     | 480 × 230 cm      |                                            |
| L'Ivresse de Noé                                                                    | 1509           | Chapelle Sixtine, Vatican, Rome.                                                                          | Fresque                     | 539 × 340 cm      |                                            |
| Martyre de saint Pierre                                                             | 1542-1550      | Chapelle Paolina, Vatican, Rome.                                                                          | Fresque                     | 625 × 662 cm      |                                            |
| La Conversion de saint Paul                                                         | 1542-1550      | Chapelle Paolina, Vatican, Rome.                                                                          | Fresque                     | 625 × 661 cm      |                                            |
| Pietà avec deux putti                                                               | XVIe siècle    | Musée Fesch, Ajaccio.                                                                                     | Peinture                    |                   |                                            |

## Architecture
| Édifice                                                                                            | Année de construction          | Lieu          | Image |
| -------------------------------------------------------------------------------------------------- | ------------------------------ | ------------- | --- |
| Basilique Saint-Pierre                                                                             | 18 avril 1506-18 novembre 1626 | Vatican, Rome | Basilique de saint Pierre, Vatican. |
| Basilique Saint-Pierre (Plan)                                                                      | 1546–1564                      | Rome          | St. Peter's Basilica |
| Cordonata capitolina                                                                               |                                | Rome          | Cordonata capitolina. |
| Place du Capitole                                                                                  | 10                             | Rome          | Place du Capitole |
| Palais Farnèse                                                                                     |                                | Rome.         | Palais Farnèse. |
| Sagrestia Nuova des Chapelles des Médicis, Basilique San Lorenzo.                                  | 1520–1534                      | Florence.     | |
| Vestibule (avec salon) et salle de lecture della Bibliothèque Laurentienne, Basilique San Lorenzo. |                                | Florence.     | |
| Plan de la façade de la Basilique San Lorenzo.                                                     |                                | Florence.     | |
| Église San Giovanni Battista dei Fiorentini                                                        | 1559–1560                      | Rome          | Michel-Ange conçut cinq projets où il imaginait une église en croix grecque, dont il confia la réalisation à son élève Tiberio Calcagni, qui en tira une maquette en bois, plusieurs fois représentée. |
| Basilica di Santa Maria Maggiore Chapelle Sforza                                                   | vers 1560                      | Rome          | |
| Porta Pia                                                                                          | 1561–1565                      | Rome          | |
| Basilique Sainte-Marie-des-Anges-et-des-Martyrs                                                    | 1561–                          | Rome          | À la demande du pape Pie IV, Michel-Ange travailla dans sa vieillesse à la transformation des thermes en église jusqu’en 1561                                                                          |

## Sources
- (it) Cet article est partiellement ou en totalité issu de l’article de Wikipédia en italien intitulé « Opere di Michelangelo » (voir la liste des auteurs).